# مولتروف
مولتروف (بالألمانية: Mühltroff) هي مستوطنة تقع في ألمانيا في باوزا-مولتروف. يقدر عدد سكانها بـ 1,775 نسمة .